# Parasitsotlav
Parasitsotlav (Cyphelium sessile) är en lavart som först beskrevs av Christiaan Hendrik Persoon, och fick sitt nu gällande namn av Vittore Benedetto Antonio Trevisan de Saint-Léon. Parasitsotlav ingår i släktet Cyphelium och familjen Physciaceae.  Arten är reproducerande i Sverige. Inga underarter finns listade i Catalogue of Life.